# Tuberculosis pleural
La tuberculosis pleural se considera la forma más frecuente de tuberculosis extrapulmonar y afecta aproximadamente al 20% de los pacientes diagnosticados de tuberculosis. Puede aparecer como manifestación aislada o asociada a tuberculosis pulmonar, afecta generalmente a un hemitórax. Puede provocar empiema, es decir acumulación de secreción purulenta en la cavidad pleural. El diagnóstico se sospecha por los síntomas y las pruebas de imagen como radiografía y resonancia magnética nuclear de tórax, el diagnóstico de certeza exige practicar una incisión en el tórax (toracentesis) y obtener una muestra del líquido pleural en la que se aprecia un exudado compuesto principalmente de linfocitos con niveles bajos de glucosa, posteriormente se realiza un cultivo para comprobar el crecimiento del Mycobacterium tuberculosis, agente causal del mal.

## Fisiopatología
Se cree que el bacilo de la tuberculosis entra en contacto con la pleura por la rotura de focos caseosos subpleurales que liberan su contenido dentro del espacio pleural. Posteriormente los linfocitos T-CD4+ entran en contacto con los antígenos del bacilo y ocasionan una reacción de hipersensibilidad retardada que pretende entre otras cosas activar los macrófagos para que fagociten y destruyan los bacilos invasores. Todos estos mecanismos favorecen el aumento de permeabilidad de los capilares sanguíneos y disminuyen el drenaje linfático por lo que existe tendencia a la formación de derrame pleural que adquiere las características de un empiema (empiema pleural).

## Clínica
Los síntomas inicialmente pueden no ser muy llamativos y consisten en dolor similar a sensación de pinchazo en el tórax que puede irradiarse a la región lumbar y persiste durante días o semanas con periodos de agudización. Cuando tiene lugar derrame pleural masivo aparece la sensación de falta de aire (disnea) que aumenta con la actividad física. Puede existir tos seca, fiebre, malestar general, perdida de peso y anorexia.

## Diagnóstico

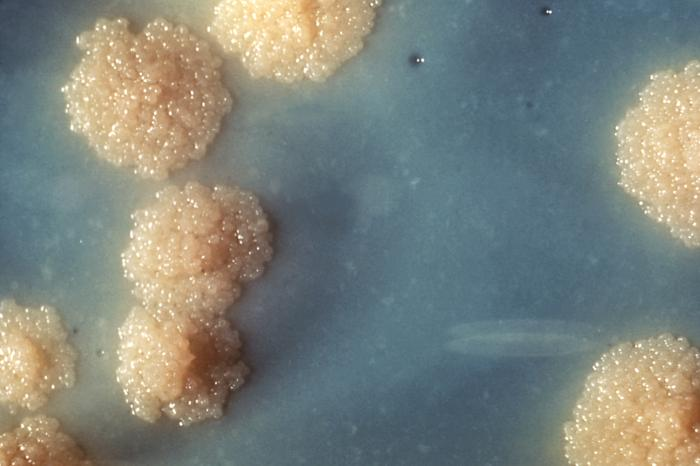
Crecimiento de Mycobacterium tuberculosis en un cultivo.

El diagnóstico puede sospecharse por los síntomas y la exploración física que da signos de derrame pleural. La radiografía de tórax muestra imágenes de derrame pleural que suele ser unilateral y más raramente masivo y bilateral. La punción torácico obtiene un líquido de aspecto serofibrinoso con predominio de linfocitos. El diagnóstico de certeza se realiza demostrando la existencia de Mycobacterium tuberculosis en el líquido pleural o bien realizando una biopsia de pleura en la que aparecen granulomas con caseosis central típicos de la tuberculosis. Mas modernamente se ha comprobado que la elevación de la adenosina desaminasa (ADA) en el líquido pleural es indicativa de derrame pleural de origen tuberculoso.